# Къща на Георги Горанов (Кюстендил)
Къщата на Георги Горанов е родната къща на композитора Георги Горанов, паметник на културата. Намира се на ул. „Георги Горанов“ № 2, в източната част на гр. Кюстендил.

## История и особености
Къщата е едноетажна, от двете страни на дворната порта има ниши за сядане. Северната част на имота е застроена с малка стопанска сграда и малката жилищна сграда на семейството на композитора, състоящо се от „в'къщи" (с камина) и стая за спане. Южната част на имота – цветната градина, е отрязана при прокарване на уличната регулация в началото на XX век.
Къщата е реставрирана. Уредена е камерна музейна сбирка за живота и делото на автора на „Дружна песен" и „Хубава си, моя горо“.
Къщата е паметник на културата от местно значение.